# 劳埃德大厦
劳埃德大厦（英語：Lloyd's Building），又称油井大厦、洛伊大厦，位于英国伦敦中心金融区伦敦城内，是劳合社的办公大楼。这幢建筑是2007年普利兹克奖得主、英国建筑师里查德·罗杰斯的代表作之一，在建筑界充满争议性，获得过赞赏、批评和惊异等多元化的评论，也有“钢铁怪物”的昵称。
大廈在建成25年後的2011年被列為一級登錄建築，成為英國最年輕的一級登錄建築。按英格蘭遺產委員會的說法，這是因為“它是一座眾所周知的現代經典建築”。

## 背景

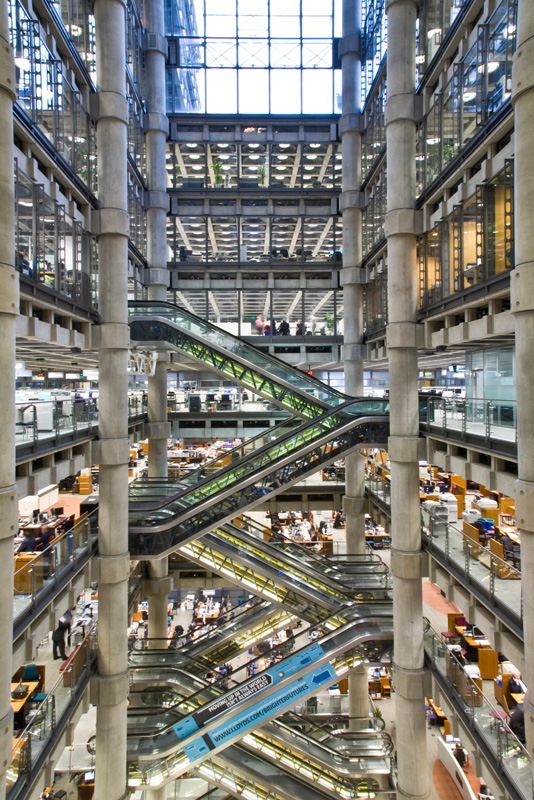
劳埃德大厦内景

1977年，有包括贝聿铭事务所和福斯特事务所在内的6家世界著名建筑师事务所共同参加角逐的劳埃德大厦的设计竞赛中，里查德·罗杰斯及合伙人事务所以“浪漫的高科技风格”方案一举获胜，从而夺得劳埃德大厦的设计权。1986年，当劳埃德保险集团公司新办公大楼落成之时，由于充满争议，立刻引起舆论的关注。
2013年，中国平安从一家德国商业银行旗下的不动产封闭式基金公司，以24億人民幣代價购得劳埃德大厦。

## 造型
劳埃德大厦由建筑师里查德·罗杰斯于1977年主创设计。在设计风格上重复暴露建筑结构，大量使用不锈钢、铝材和其他合金材料构件，使整个建筑像巨型的钢铁机器一样闪闪发光。

## 评论
英国伦敦的劳埃德大厦从落成的那天起，就伴随着一系列矛盾的评价和解释。建筑历史与理论家、建筑师、评论家、记者纷纷对此发表评论，由于充满争议，获得了不少批评、赞誉、惊异等评论。

## 轶闻
- 有艺术家根据劳埃德大厦的造型制作微缩版，卖出了9.4万英镑的价格。[6]

## 图集
- 劳埃德大厦及周边
- 远景
- 远景
- 内景

## 相关阅读
- Richard George Rogers. . Phaidon Press. ISBN 9780714830063.